# Museum für Ur- und Frühgeschichte auf der Willibaldsburg
Das Museum für Ur- und Frühgeschichte auf der Willibaldsburg (früherer Name: Museum für Ur- und Frühgeschichte Eichstätt) ist ein archäologisches Museum in der Willibaldsburg in Eichstätt in Oberbayern.

## Geschichte

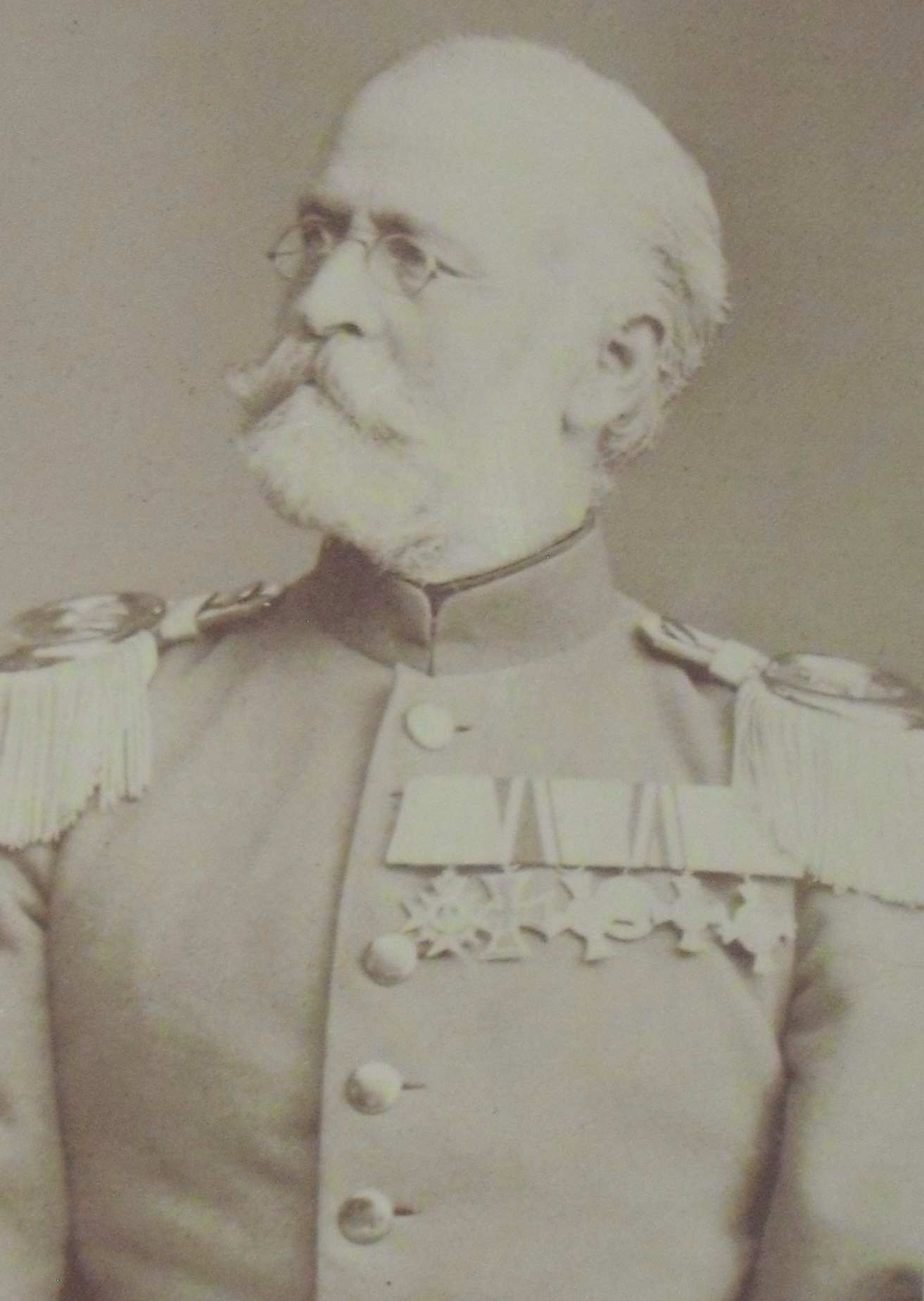
Karl Ritter von Popp, aus einer Museumstafel

Schon Johannes Aventinus (1477–1534) hatte auf der Willibaldsburg  zu Beginn des 16. Jahrhunderts erste Funde studiert, systematische Grabungen fanden allerdings ab dem 19. Jahrhundert statt.
Der Historische Verein Eichstätt wurde 1886 gegründet. Im darauf folgenden Jahr kam es zur Einrichtung des Lokalhistorischen Museums auf der  Willibaldsburg, in dem die auf Friedrich Winkelmann (1852–1934) und Karl Ritter von Popp (1825–1905) zurückgehende römische Sammlung des historischen Vereins ausgestellt wurde. Diese fiel 1945 einer Plünderung zum Opfer. 1980 wurde das Museum neu konzipiert und zu einem regionalen Geschichtsmuseum für den Landkreis Eichstätt umgebaut. Betreut wird das Museum vom Referat zur Erhaltung von Kunst- und Kulturgut der Stadt und des Landkreises Eichstätt.

## Ausstellung
Das Museum wurde 1980 im ersten Obergeschoss des Gemmingenbaus im Südflügel eingerichtet und präsentiert die regionale Entwicklungsgeschichte nahezu lückenlos von der Steinzeit bis zum Frühmittelalter. Die Dauerausstellung ist chronologisch nach Kultur- und Geschichtsepochen gegliedert. Zu den Prunkstücken der Ausstellung gehören eiszeitliche Tierskelette wie das eines Mammut, Funde aus dem römischen Kastell Pfünz und dem dazugehörigen Lagerdorf mit seinen Tempeln sowie prunkvolle Beigaben aus merowingerzeitlichen Gräberfeldern. Die Ausstellung wird durch Modelle, Zinnfigurendioramen und Schautafeln ergänzt. Es werden regelmäßig Sonderausstellungen zu historischen Themen veranstaltet.

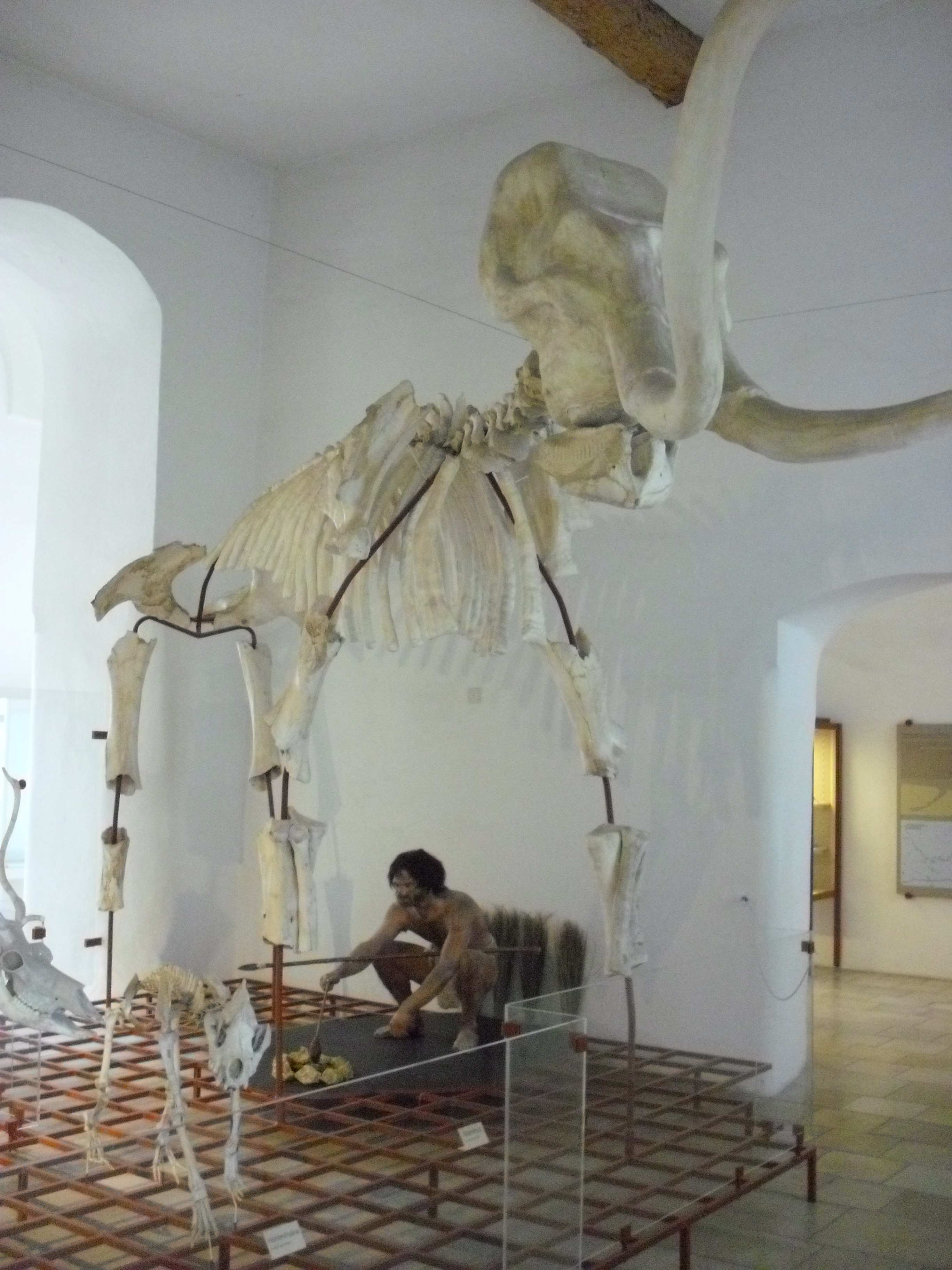
Urzeitmensch und Mammutskelett
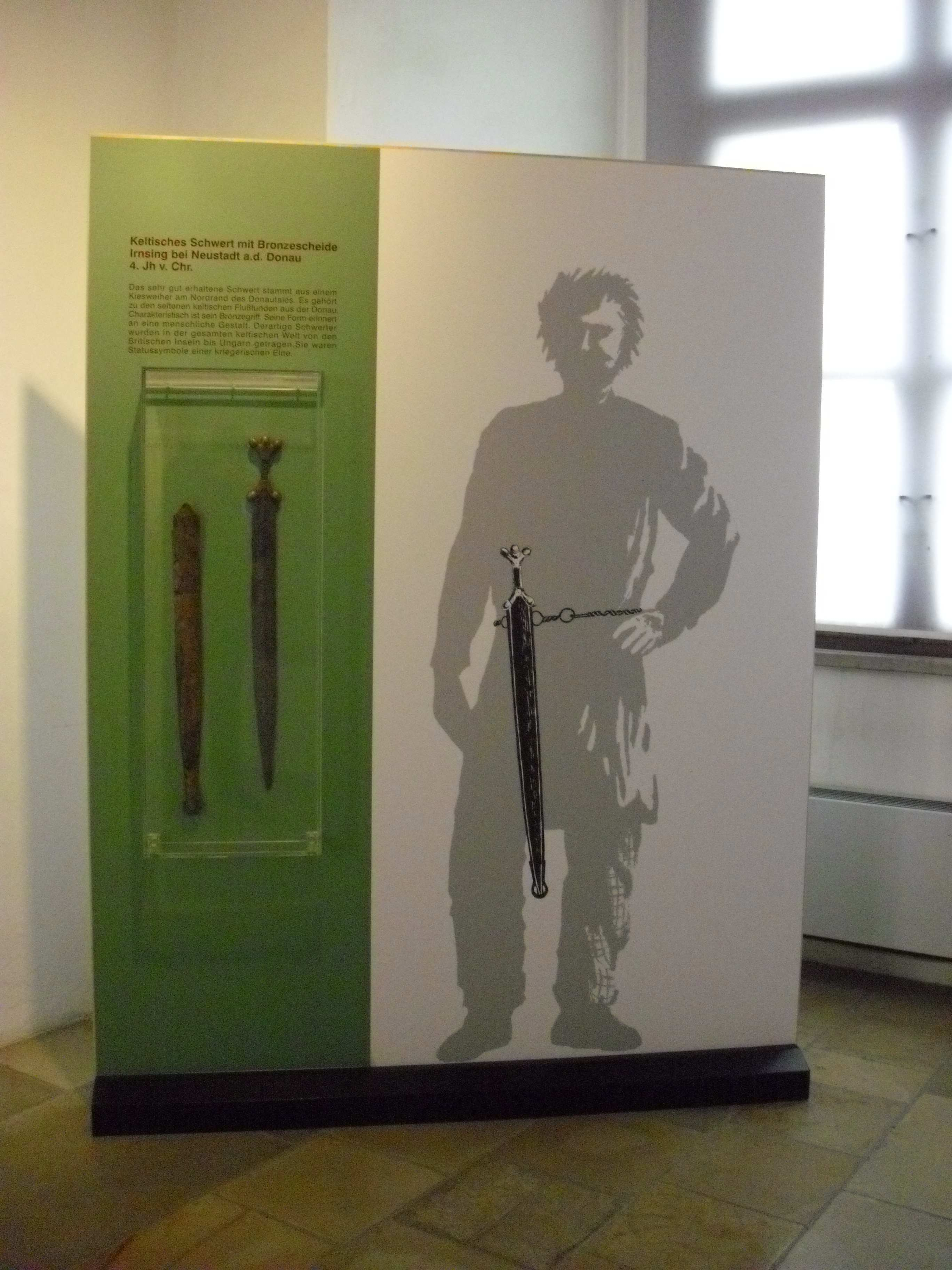
Keltisches Schwert
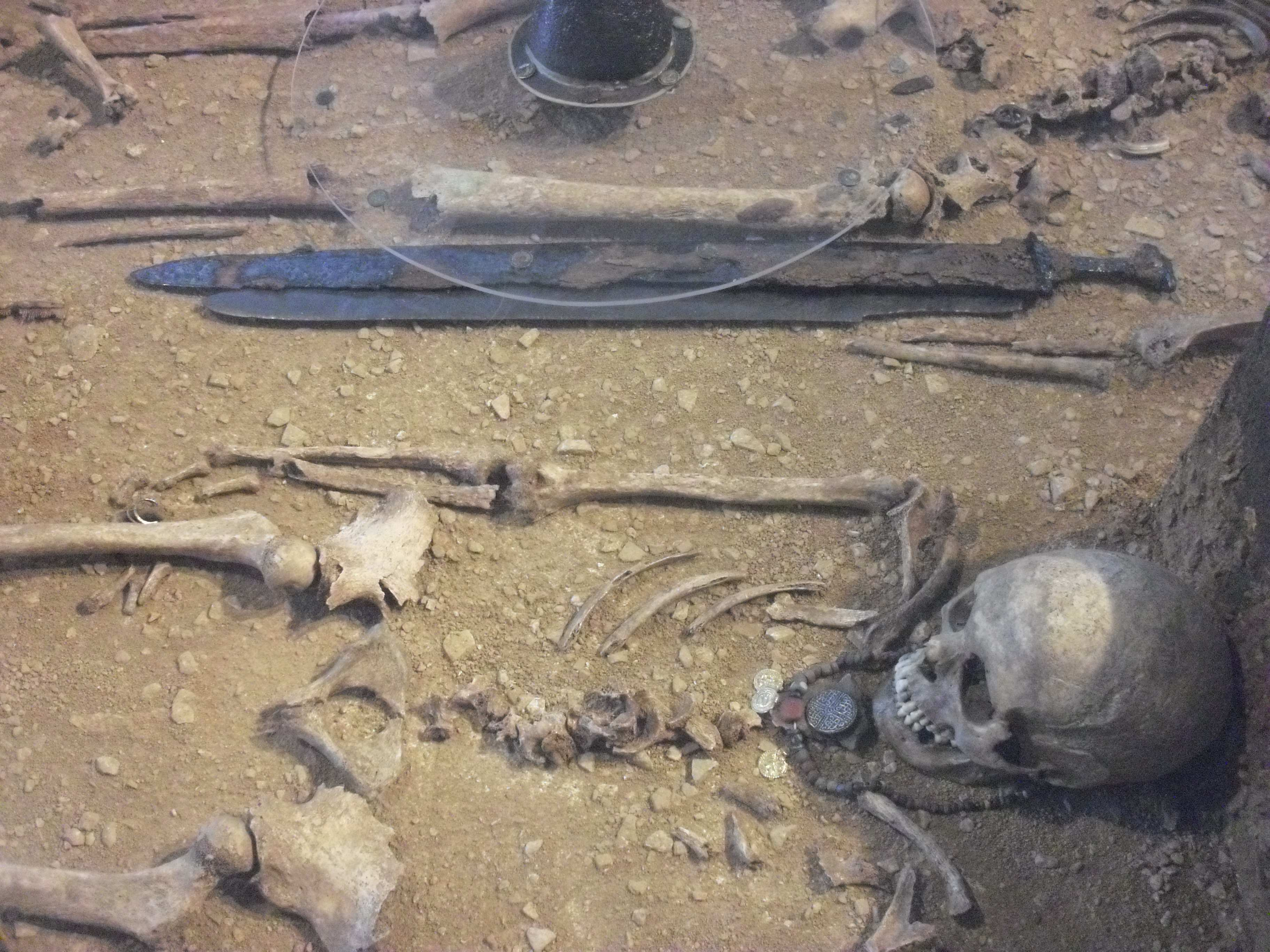
Grab aus der Merowingerzeit